# Podpolkovnik (ZDA)
Podpolkovnik (izvirno angleško Lieutenant Colonel; dobesedno: poročnik polkovnik) je drugi najvišji poljsko-častniški vojaški čin (plačilni razred: OF-05), ki je v uporabi v Kopenski vojni, Vojnem letalstvu in Korpusu mornariške pehote ZDA. Nižji čin je major in višji polkovnik. 
V drugih Uniformiranih službah ZDA (Vojna mornarica ZDA, Obalna straža ZDA, Častniški korpus javne zdravstvene službe ZDA in Častniški korpus Nacionalne oceanske in atmosferske administracije ZDA) mu ustreza čin kapitana fregate.
Oznaka čina je srebrni hrastov list, pri čemer se različici za kopensko vojsko/vojno letalstvo in vojno mornarico/marinski korpus malenkostno razlikujeta.

## Zgodovina
Čin podpolkovnika je bil prvič uveden med ameriško osamosvojitveno vojno, ko je bil čin namenjen pomočnikom poveljnikov polkov s činom polkovnika in so bili tako sprva znani kot poročnik pri polkovniku (lieutenant to the colonel). Isti britanski čin je obstajal v Britanski kopenski vojski že najmanj v 16. stoletju.
V 19. stoletju je bil čin podpolkovnika končni cilj za večino častnikov, saj je bila Kopenska vojska ZDA v tem času zelo majhna in je bil posledično čin t. i. polnega polkovnika rezerviran samo za najbolj uspešne častnike. Med ameriško državljansko vojno je postal čin podpolkovnika bolj pogost in je bil namenjen poveljnikov manjših polkov oz. bataljonov, pri čemer so lahko pričakovali, da bodo povišani v polne polkovnike, ko se enota popolni z moštvom. 
Po koncu ameriške državljanske vojne in posledičnemu zmanjševanju obsega vojaške sestave je bil čin podpolkovnika ponovno zadnji čin pred upokojitvijo večine častnikov. Kljub temu pa so nekateri častniki začasno napredovali s podelitvijo brevetnih činov. Tako je bil George Armstrong Custer podpolkovnik Regularne vojske in hkrati brevetni generalmajor.
Ponovno vzpon podpolkovnika je predstavljal čas prve in druge svetovne vojne; toda v slednji vojni je čin podpolkovnika postal eden od najbolj pogostih činov v Kopenski vojski ZDA.

## Sodobna uporaba
V Kopenski vojski ZDA podpolkovnik po navadi poveljuje enoti velikosti bataljona (med 300 do 1.200 vojakov), pri čemer je major njegov namestnik. Podpolkovniki pa tudi zasedajo položaj izvršnega častnika v štabu brigade, polka in task force oz. je primarni štabni častnik na položaju S-1 (administracija in osebje), S-2 (obveščevalna dejavnost), S-3 (operacije), S-4 (logistika), S-5 (civilno-vojaške zadeve) ali S-6 (računalniki in komunikacije). Prav tako so lahko nižji štabni častniki v štabih višjih formacij oz. poveljstev.
V Vojnem letalstvu ZDA je podpolkovnik po navadi poveljnik eskadrilje ali pa operativni direktor operativne skupine. Prav tako lahko delujejo kot štabni častniki in vodje štabnih oddelkov v štabu polka.
V 21. stoletju častniki dosežejo čin podpolkovnika po navadi po 16-22 letih vojaške službe. Ker je večina častnikov upravičena do upokojitve po 20 letih aktivne službe, je čin podpolkovnika najbolj pogost čin častnikov ob upokojitvi.

## Terminologija
Ker se podpolkovniki lahko v uradnih dokumentih podpišejo z okrajšavo Lt. Colonel, je tako v navadi, da se podpolkovnike po navadi naslavlja kot polkovnike. 
Vsi trije rodovi Oboroženih sil ZDA uporabljajo različne kratice za čin: Kopenska vojska ZDA LTC, Vojno letalstvo ZDA 'LT Col in Korpus mornariške pehote ZDA LtCol (pri zadnjih dveh je potrebno upoštevati presledek oz. pomanjkanje le-tega).
Tiskarna Vlade ZDA (U.S. Government Printing Office) priporoča uporabo kratice LTC za Kopensko vojsko ZDA, Lt. Col. za Vojno letalstvo ZDA in LtCol za Korpus mornariške pehote ZDA. Associated Press Stylebook pa priporoča enotno kratico za vse tri rodove in sicer Lt. Col.
Slangovski izrazi za čin podpolkovnika v Oboroženih silah ZDA pa so po navadi: lažji polkovnik (light colonel), kratki polkovnik (short colonel), lahki ptič (light bird; zaradi oznake čina polkovnika v obliki orla), pol polkovnika (half colonel), zamaškasti polkovnik (bottlecap colonel; zaradi uporabe srebrnega hrastovega lista) in telefonski polkovnik (zaradi navade samopredstavljanja podpolkovnikov kot polkovnikov med telefonskim pogovorom).

## Slavni ameriški podpolkovniki
- James Harold Doolittle (Vojno letalstvo ZDA)
- Robert L. Bacon (Kopenska vojska ZDA)
- Scott Brown  (Kopenska nacionalna garda)
- Aaron Burr (Kontinentalna vojska)
- Joshua Chamberlain (Kopenska vojska ZDA)
- Robert G. Cole (Kopenska vojska ZDA)
- Jerry Coleman (Korpus mornariške pehote ZDA)
- David P. Cooley (Vojno letalstvo ZDA)
- George A. Custer (Kopenska vojska ZDA)
- Rick Francona (Vojno letalstvo ZDA)
- John C. Fremont (Kopenska vojska ZDA)
- Gus Grissom (Vojno letalstvo ZDA)
- Iceal Hambleton (Vojno letalstvo ZDA)
- Anthony B. Herbert (Kopenska vojska ZDA)
- Gus Kohntopp (Zračna nacionalna garda)
- Oliver North (Korpus mornariške pehote ZDA)
- Ralph Peters (Kopenska vojska ZDA)
- Rob Riggle (Korpus mornariške pehote ZDA)
- Ronald Speirs (Kopenska vojska ZDA)
- Michael Strobl (Korpus mornariške pehote ZDA)
- William Travis (Teksaška milica)
- Matt Urban (Kopenska vojska ZDA)
- John Paul Vann (Kopenska vojska ZDA)
- Edward Higgins White (Vojno letalstvo ZDA)
- Earl Woods (Kopenska vojska ZDA)
- Philip Corso (Kopenska vojska ZDA)
- Christopher B. Howard (Vojno letalstvo ZDA)
- Hal Moore (Kopenska vojska ZDA)
- Allen West (Kopenska vojska ZDA)

## V fikciji
- Henry Blake v televizijski seriji M*A*S*H
- Samantha Carter v televizijski seriji Stargate SG-1
- John Sheppard v televizijski seriji Stargate: Atlantis
- Cameron Mitchell v televizijski seriji Stargate SG-1
- John "Hannibal" Smith v televizijski seriji The A-Team
- Sarah MacKenzie v televizijski seriji JAG
- Joan Burton v televizijski seriji Army Wives
- John Casey v televizijski seriji Chuck